# Angonoka teknős

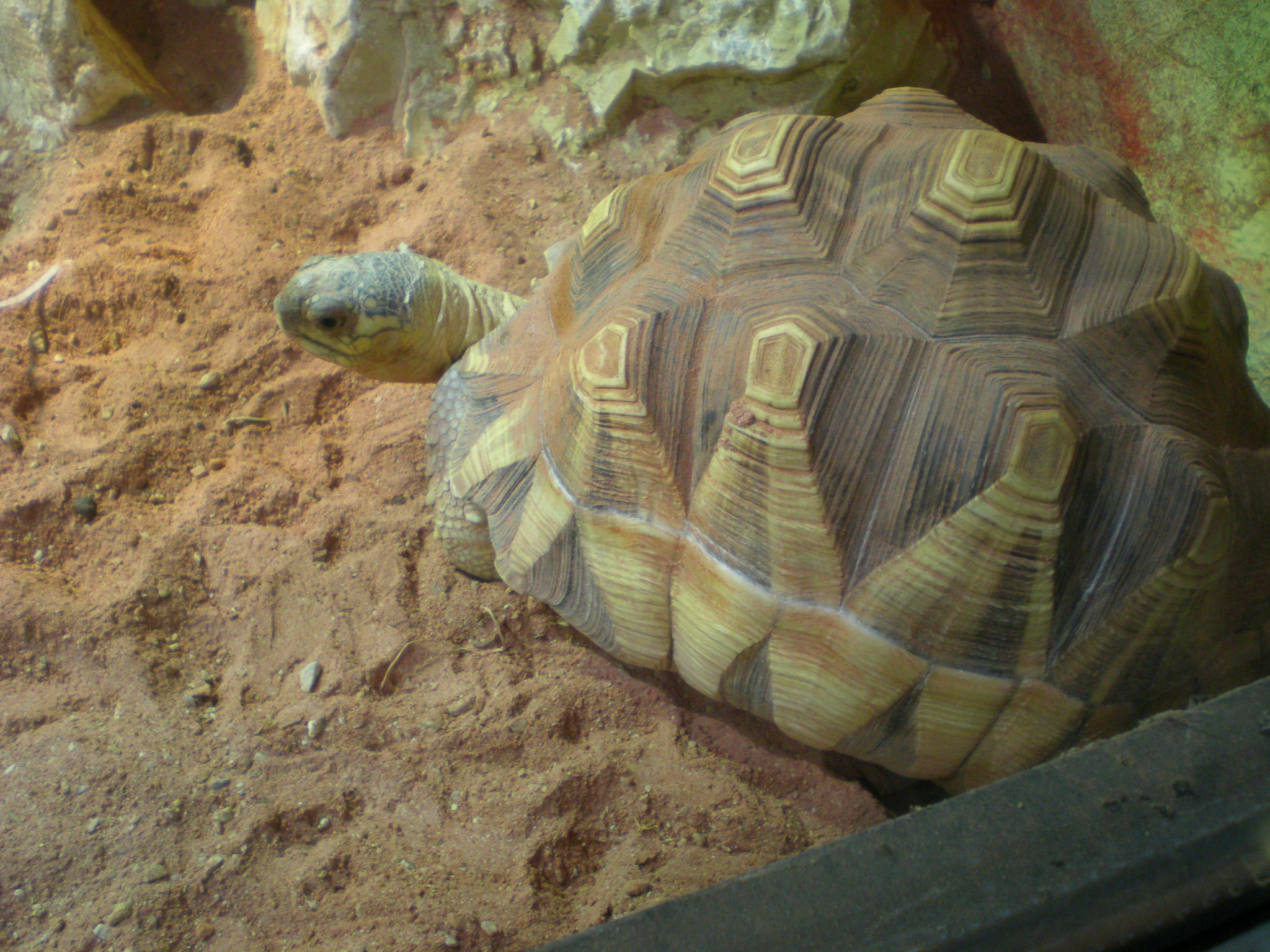

Az angonoka teknős vagy ekevas teknős (Astrochelys yniphora) a hüllők (Reptilia) osztályába, a teknősök (Testudines) rendjébe és a  szárazföldi teknősfélék (Testudinidae) családjába tartozó faj.

## Rendszertani helyzete
Közeli rokonfaja a sugarasteknős (Geochelone radiata). A két fajt hosszú kutatás után 2007-ben helyezték vissza az Astrochelys nembe, ahová korábban tartoztak. Sokáig a közeli rokon Geochelone nembe sorolták mindkét fajt.

## Előfordulása
Madagaszkár északnyugati részén honos. Tüskés bozótosokat és a füves részeket kedveli, de ártéri erdőkben is előfordul.

## Megjelenése
A testhossza körülbelül 43 centiméter.

## Életmódja
Fogságban levelekkel, fűfélékkel, zöldségekkel és gyümölcsökkel táplálkozik. A száraz időszakot faodvakban, vagy föld alatti üregekben inaktív állapotban tölti.

## Természetvédelmi helyzete
Az angonoka teknős egyike a legritkább teknősfajoknak a földön. Jelenlegi becsült állománya 100 és 400 egyed között lehet, melyek kizárólag egy 25×60 kilométeres területen fordulnak elő, Madagaszkár északnyugati részén.
Megritkulásának elsődleges oka az élőhelyek elvesztése (szántóföldek nyerése és tűzifa illetve bútorfa miatti erdőirtás) miatt van. Mióta megritkult a faj, intenzíven érdeklődnek utána külföldi (elsősorban nyugat-európai és észak-amerikai) hüllőtartók, így a megmaradt állományokat az illegális befogás is veszélyezteti. A fajt a Természetvédelmi Világszövetség Vörös Listáján a „kihalással közvetlenül veszélyeztetett” kategóriába sorolja.